# Zamasp (fils de Kavadh Ier)
Pour les articles homonymes, voir Zamasp.
Zamasp ou Jāmāsp est un prince sassanide tué en 532.

## Origine
Zamasp était le second fils du roi Kavadh Ier, né sans doute de sa première sœur-épouse.

## Conspiration
Selon Procope de Césarée, Zamasp, qui était borgne, avait été écarté de la succession conformément aux lois du royaume. Toutefois, après l'accession au trône de Khosro Ier, dernier fils de Kavadh Ier, un important parti de nobles qui refusaient le nouveau roi décide de porter au trône un jeune fils de Zamasp, Kavadh, qui portait le nom de son grand-père, et de confier la régence à Zamasp. Le complot est découvert et Khosro Ier décide de faire mettre à mort tous les conjurés ainsi que leurs descendants mâles. Zamasp est exécuté avec ses frères et leurs fils ainsi que l'« aspabede » (« commandant en chef ») Bawi ou Bāu de la famille parthe des Ispahbudhān, qui était par ailleurs le propre oncle maternel de Khosro Ier.
Le jeune Kavadh est sauvé grâce à Adhurgunbadh, de la grande famille féodale des Kanārangiyān, et à son épouse qui le cachent dans leur fief du Khorasan. Plus tard, Kavadh ayant grandi, il accompagne en Colchide l'armée menée par le Kanārangiyān et, avec l'aide du fils de ce dernier, Vahram, il réussit à se réfugier à la cour de Justinien qui lui réserve un bon accueil.
Adhargulbād est à son tour mis à mort par Khosro Ier  en 540.